# Bouville (Seine-Maritime)
Bouville település Franciaországban, Seine-Maritime megyében. Lakosainak száma 1029 fő (2022. január 1.). Bouville Barentin, Blacqueville, Mesnil-Panneville, Pavilly, Saint-Paër és Villers-Écalles községekkel határos.

## Népesség
A település népességének változása:
| Lakosok száma | 946  | 970  | 992  | 982  | 989  | 987  | 996  | 1013 | 1029 |
|               | 2013 | 2015 | 2016 | 2017 | 2018 | 2019 | 2020 | 2021 | 2022 |